# Jabhat al-Akrad
Jabhat al-Akràd (in arabo: جبهة الأكراد), noto anche come Kurdish Front Brigade (in arabo: لواء جبهة الأكراد لنصرة شعبنا السوري Liwa 'Jabhat al-'Akrad l-Nusrah Sha'bnā al-Suri, Brigata frontale curdo per proteggere la popolazione siriana, curdo: Eniya Kurdan جهبههت ئهل-ئهکراد), è una fazione armata di maggioranza curda che partecipa alla guerra civile siriana.
Il gruppo era originariamente formato come una brigata dell'Esercito Siriano Libero da disertori curdi e arabi dall'esercito siriano. Ha inoltre mantenuto stretti legami con l'Unione Democratica Party (PYD) sin dalla sua fondazione, compreso il coordinamento militare con il suo braccio armato, Unità di Protezione Popolare (YPG). Jabhat al-Akràd opera in aree curde e etnicamente miste in Aleppo e Raqqa e altre province della Siria, soprattutto al di fuori delle enclavi curde quasi autonome in Kurd Dagh, Jazira, e la Kobanê Cantone, che sono controllati dal YPG. Queste aree includono la campagna a nord e ad est della città di Aleppo, città di Aleppo in sé, la zona di Tall Abyad nella provincia settentrionale di Raqqa e la città stessa Raqqa.
Jabhat al-Akràd è stato espulso dal Consiglio Militare, FSA di Aleppo il 16 agosto 2013 a causa di presunte appartenenze del PKK in mezzo a scontri diffusi nel nord della Siria tra i ribelli della maggioranza sunnita arabo gruppi guidati da unità affiliati ad al-Qaeda e le milizie curdo led dalla YPG.
Nei primi mesi del 2014, dopo diversi mesi di inattività, Jabhat al-Akràd riemerse a collaborare con l'Esercito Siriano Libero e altre fazioni ribelli in attacchi contro lo Stato islamico dell'Iraq e il Levante (ISIL). Il 28 febbraio, ISIL si è ritirato dalla città di confine strategico di Azaz, che è stata poi presa da Jabhat al-Akràd, il nord Tempesta Brigata e Al-Tawhid Brigata.
La fazione e 10 altri gruppi hanno minacciato di lasciare Aleppo e Raqqa se non sono aiutati da altri ribelli.
Il 5 maggio 2015, gli ex membri del Movimento di Hazzm e il Syria Revolutionaries Front con sede a nord, Jabhat al-Akràd, il Northern Sun Battalion e gruppi FSA piccoli formati da Jaysh al-Thuwar.